# Manuel Bergés i Arderiu
Manuel Bergés i Arderiu (Linyola, Pla d'Urgell, 1910 - París, 1942) va ser un resistent comunista català, heroi de la Segona Guerra Mundial.
Va ser professor i membre dels Joventuts Socialistes Unificades de Catalunya (JSUC) a continuació del Partit Socialista Unificat de Catalunya (PSUC). Va combatre a l'exèrcit republicà espanyol i a continuació va entrar a la resistència francesa després del cop d'estat de Franco. Fou dirigent de l'Agrupació Guerrillera Espanyola.
El 27 de juny de 1942, la 3a Secció de la Direcció central de les informacions generals que seu a la Prefectura de policia de París, va llançar un cop de rosca contra una trentena de republicans espanyols comunistes; Manuel Bergés era a la llista sota el nom de "BERGER" ("pastor", en català). A dos quarts de sis del matí, va ser detingut al seu domicili, al número 23 del carrer Vicq-d'Azir, al 10è districte de París. El mateix dia, poc abans de les vuit del vespre, va ser declarat mort, oficialment per suïcidi.
El Consell de París va votar per unanimitat de tots els grups polítics l'aposició d'una placa en la seva memòria, al seu domicili, on va ser detingut, al carrer Vicq-d'Azir, al 10è districte, prop del Canal Saint-Martin.